# Ropovod Východní Sibiř – Tichý oceán
Ropovod Východní Sibiř – Tichý oceán (rusky Восточная Сибирь - Тихий океан – Vostočnaja Sibir - Tichij okean, zkráceně VSTO nebo z angličtiny ESPO), rusky krátce také Východní ropovod (Восто́чный нефтепрово́д – Vostočnyj něftěprovod) je ropovod v Rusku určený pro vývoz ropy především do východní Asie (Japonska, Korey a Číny). Jeho hlavní větev vedoucí z Tajšetu v Irkutské oblasti do přístavu Kozmino poblíž Nachodky v Přímořském kraji postavila a provozuje společnost Transněft, vedlejší větev ze Skovorodina do Ta-čchingu v Čínské lidové republice postavila a provozuje (kromě krátkého úseku k hraniční řece Amuru) Čínská národní ropná společnost.
Větev do Ta-čchingu byla otevřena začátkem roku 2011 jako první rusko-čínský přeshraniční ropovod. Její kapacita je 15 miliónů tun ropy ročně. K dokončení úseku ze Skovorodina do Kozmina došlo v prosinci 2012 s kapacitou 30 miliónů tun ročně, přičemž bylo v plánu rozšíření na 50 miliónů tun ročně.